# Christine Craig
Christine Craig, née le 24 juin 1943, est une écrivaine jamaïcaine vivant en Floride, aux États-Unis. Elle publie des recueils de poésie et de nouvelles, ainsi que des romans pour enfants et plusieurs œuvres non romanesques.

## Biographie
Christine Craig naît à Kingston, en Jamaïque et grandit dans la campagne de Saint Elizabeth. Elle  obtient un BA de l'Université des Indes occidentales. En 1970, elle publie son premier ouvrage, Emanuel and His Parrot, un livre pour enfants. Elle commence à publier de la poésie à la fin des années 1970 et publie son premier recueil de poésie, Quadrille for Tigers, en 1984. En 1993, Craig publie un recueil d'histoires courtes intitulé Mint Tea. Elle effectue également des recherches, écrit et présente une série télévisée pour enfants sur l'histoire de la Jamaïque.
Christine Craig enseigne la littérature anglaise à l'Université des Indes occidentales et est professeure adjointe à l'Université Barry en Floride. En 1989, elle participe au programme international d'écriture à l'Université de l'Iowa. Elle est rédactrice à Miami pour The Jamaica Gleaner de 1990 à 1998. Elle déménage ensuite à Fort Lauderdale, en Floride.

## Œuvres choisies
- Emanuel and His Parrot (Oxford University Press, 1970)
- Emanuel Goes to Market, fiction pour enfants (Oxford University Press, 1971)
- Sunday in the lane
- Quadrille for Tigers, poésie (Mina Press, 1984)
- The Bird Gang, fiction pour enfants (Heinemann Caribbean, 1990)
- Guyana at the Crossroads, non-fiction (University of Miami, 1992), avec Denis Watson
- Rapport national de la Jamaïque à la Conférence mondiale sur l'environnement (1992), coéditeur
- Mint Tea and Other Stories (Heinemann, 1993,  (ISBN 978-0435989323)
- Poèmes All Things Bright & Quadrille for Tigers (Peepal Tree Press, 2010,  (ISBN 978-1845231729)